# オレカ・03
オレカ・03 (Oreca 03) は、フランスのレーシングチームであるオレカが2011年に製作したプロトタイプレーシングカー。ACOが策定しているル・マン24時間レース用レギュレーションの2011年改訂版に沿って製作された。デビューレースはセブリング12時間レース（2011年）で、2011年のル・マン24時間レースの参戦にスケジュールの照準を合わせて、シグナテック-日産チームから出走している。オレカ・01とオレカ・FLM09に続くオレカが製作した3台目のレースカーに当たる。LMP1(P1)カーとして製作されたオレカ・01と異なり、オレカ・03はその下のカテゴリーであるLMP2(P2)カーとして製作されている。

## 開発
ACOが定めた耐久レース用の新レギュレーションである2011年のLMP2カー全車に適用される345,000ユーロの車両価格を上限としたコスト・キャップ制度に適合する様にオレカ・03は製作された。2011年のLMP2カーで使用されるエンジンとして、市販車ベースでかつ広範な種類なものを選択してオレカ・03に搭載できる。2011年は5チームがオレカ・03を選択している。（2011年のオレカ・03の搭載エンジンは最終的に2種類に絞られている。オレカ・03を使用したチームのほとんどが、SUPER GTでニスモが使用したエンジンによく似た日産製の4.5LのV8パワープラントを搭載している。レース・パフォーマンスというスイスのチームのみが、BMW・M3に使われているBMW製のエンジンをベースとした3.6LのV8のユニットをジャッドがチューンしたものを採用した。両エンジンは460bhp、343.0kWの最大出力を出す。オレカ・03は、カーボン・ファイバー製のモノコックシャシーでオープン・ボディのレースカーである。サスペンションはダブルウィッシュボーンで4軸にプッシュロッドを搭載している。車体を停止するパワーは、カーボン・セラミック製ディスクブレーキから得ている。
オレカ・03は、2009年-2010年シーズンに戦ったオレカ・01のLMP1カーと同じ車体とエアロ・パッケージを用いて、チーフ・エンジニアのダヴィッド・フルーリーとその開発チームによって開発された。そのカミソリ状のロールオーバー構造は、未だにクラージュ・LC70のデザインの流れを引きずっていることを示している。

## レースの歴史

### 2011年
5台のオレカ・03が製造され、その内4台がレースに参戦した。チーム・オレカ自体はまだ参戦しなかったが、他チームにオレカ・03を供給してのスパ1000kmレースとル・マン24時間レースに参戦する計画は立てていた。アメリカン・ル・マン・シリーズ（ALMS）とインターコンチネンタル・ル・マン・カップ （ILMC）の開幕戦となるセブリング12時間レースがデビューレースであった。ILMCのLMP2クラスでに参戦するフランスのレーシングチームであるシグナテック-日産は、フランク・マイルーと、オレカの長期契約ドライバーのソエイル・アヤリと、2009年のGTアカデミー（ゲームソフトのグランツーリスモ5を用いて争われた国際的なコンテスト）の優勝者のルーカス・オルドネスの3人のドライバーから構成された。彼ら3人は、セブリング・インターナショナル・レースウェイでの練習走行を通じて速くなり、LMP2クラスで予選2番手に入った車にほぼ4秒差をつけてLMP2クラスのポールを獲得した。ところが、オレカ・03は新車につきもののギヤボックスの故障という初期トラブルが発生した。結局、カーナンバー26のオレカ・03は、総合30位でLMP2の同一クラス内では最下位から2番目という成績で終わった 。
2011年のル・マン・シリーズの開催の一つに含まれているカステレ6時間レースが、オレカ・03の次戦となった。3台のオレカ・03は、TDSレーシングとブーツェン・エナジー・レーシングとレース・パフォーマンスの3チームにそれぞれ1台ずつ供給された。TDSレーシングのマティアス・ベシェとピエール・ティリエとジョディ・ファースの3人組はクラス内ポールを獲得し、ブーツェン・エナジー・レーシングは予選2位、レース・パフォーマンスは予選4位に入った。決勝レースの91周目で再びオレカ・03はメカニカル・トラブルを発生させ、TDSはリタイアに追い込まれた。他の2台は完走した。ブーツェン・エナジー・レーシングのドミニク・クライハマーとニコラ・ド・クレムはクラス内4位に入った。レース・パフォーマンスのミシェル・フライとラルフ・マイクトリとトル＝クリスティアン・エベスヴィクの3人組はクラス内6位に入った。
ル・マン24時間レースでは、シグナテック-日産が出走し、予選でクラス内ポールを獲得し、決勝でも総合9位、クラス内2位の成績を収めた。

### 2012年
2012年のFIA 世界耐久選手権では、ADR-デルタが8戦中4勝を挙げ、ランキング2位となっている。

### 2013年
2013年のFIA 世界耐久選手権では、ペコム・レーシングとデルタ-ADRがそれぞれ1勝を挙げている。

### 2014年
2014年のFIA 世界耐久選手権では、SMP・レーシングがLMP2チームズトロフィー（チームランキング）を獲得した。